# Langenberg (Reinhardswald)
Der Langenberg ist ein etwas über 435 m ü. NHN hoher Ausläufer des Hahnebergs im Reinhardswald im Landkreis Kassel, Nordhessen (Deutschland).

## Geographische Lage
Der Langenberg erhebt sich als Nordwestausläufer des Hahnebergs im Norden des Rheinhardswaldes im Gutsbezirk Reinhardswald. Seine höchste Stelle liegt 2,5 km östlich von Gottsbüren, einem östlichen Stadtteil des an der Diemel liegenden Trendelburg, 2,3 km südsüdwestlich von Gieselwerder und 3,4 km (jeweils Luftlinie) westlich von Gottstreu, zwei Ortsteilen der Gemeinde Wesertal. Nahe der höchsten Stelle des Bergausläufers befindet sich eine kleine Lichtung.

## Naturräumliche Zuordnung
Der Langenberg gehört in der naturräumlichen Haupteinheitengruppe Weser-Leine-Bergland (Nr. 37) und in der Haupteinheit Solling, Bramwald und Reinhardswald (370) zur Untereinheit Reinhardswald (370.4). Seine Landschaft fällt nach Nordosten in die Untereinheit Weserdurchbruchstal (370.3) ab.

## Berghöhe
Der Langenberg ist laut aus topographischen Karten ersichtlichen Höhenlinien etwas über 435 m hoch. Seine Höhe wird oft nur mit 424 m angegeben, was sich allerdings auf eine Höhenangabe auf 423,6 m Höhe bezieht, der etwas südlich unterhalb der nahe seiner höchsten Stelle gelegenen Lichtung liegt.

## Diemel-Weser-Wasserscheide
Über den bewaldeten Langenberg verläuft die Diemel-Weser-Wasserscheide, einem Teil der Diemel-Eder/Fulda/Weser-Wasserscheide: Das Wasser aller Bäche, die vom Berg in westliche Richtungen fließen, erreicht durch den Fuldebach, die Holzape und die Diemel auf indirektem Weg die Weser; dem entgegen verlaufen die kurzen Fließgewässer, die in östliche Richtungen fließen (z. B. Trumbach), nach nur wenigen Kilometern auf direktem Weg die Weser.